# Geschichte Guineas
Die Geschichte Guineas umfasst die Entwicklungen auf dem Gebiet der Republik Guinea von der Urgeschichte bis zur Gegenwart. Die Republik Guinea erlangte 1958 ihre Unabhängigkeit von der Kolonialmacht Frankreich. Sie ging aus der französischen Kolonie „Territorium von Guinea“ hervor, die auch die Grenzen des heutigen Guineas determinierte. In der Mitte des 19. Jahrhunderts begann die französische Besetzung des heutigen Territoriums von Guinea von der Küste her. Bei ihrem Vorstoß ins Landesinnere in den letzten Jahrzehnten des Jahrhunderts stießen die Franzosen auf Widerstand der Soldaten von Samory Touré. Vor der Kolonialzeit war das Gebiet von Guinea durch den Handel mehrere vorkolonialer westafrikanischer Großreiche, wie das Mali- und Songhaireich, geprägt.

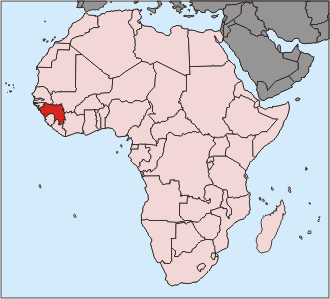
Der heutige Staat Guinea in Westafrika

## Guinea in vorkolonialer Zeit

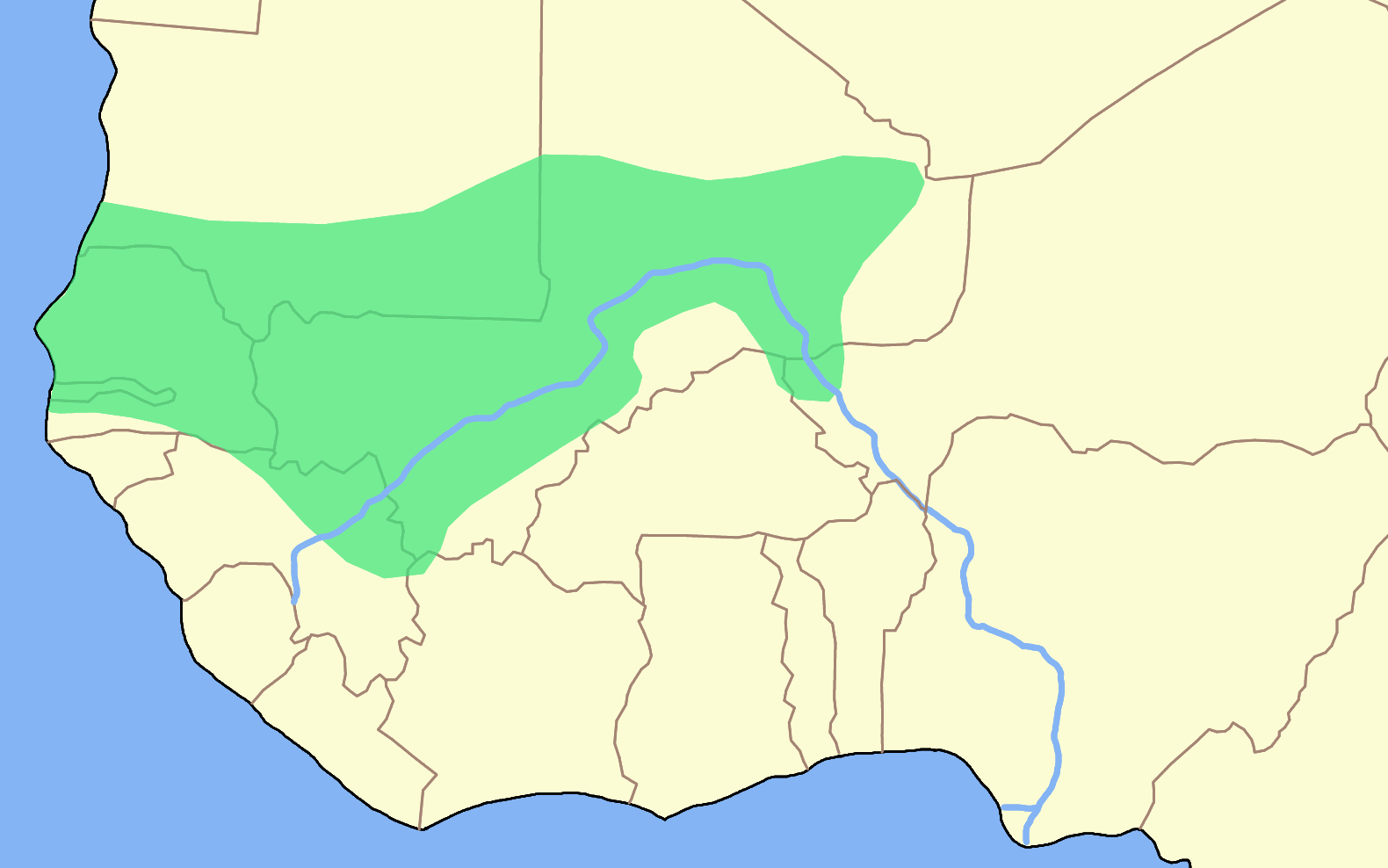
Mutmaßliche Ausdehnung des Malireiches im 13. Jahrhundert

Guinea lag größtenteils abseits der bedeutenden Handelsrouten, die weite Teile Westafrikas vor Ankunft der Europäer durchzogen. Die Transsahararouten endeten nördlich bzw. westlich Guineas, die Atlantikküste wurde nicht zu Handelszwecken befahren. Die meisten Bewohner lebten in kleineren politischen Einheiten („Häuptlingstümer“). Im 12. Jahrhundert entstand im Hochland von Fouta Djallon das Reich der Sosso (oder Susu). Zu Beginn des 13. Jahrhunderts nutzten die Sosso die Chance, die sich ihnen durch den Niedergang des mächtigen Reiches Ghana bot. Dieses Reich hatte jahrhundertelang weite Teile des heutigen Mali, Mauretanien und Senegal beherrscht. Die Sosso dehnten nun ihr Herrschaftsgebiet auf die Randbereiche Ghanas aus und eroberten kurzzeitig auch die Hauptstadt Koumbi Saleh.

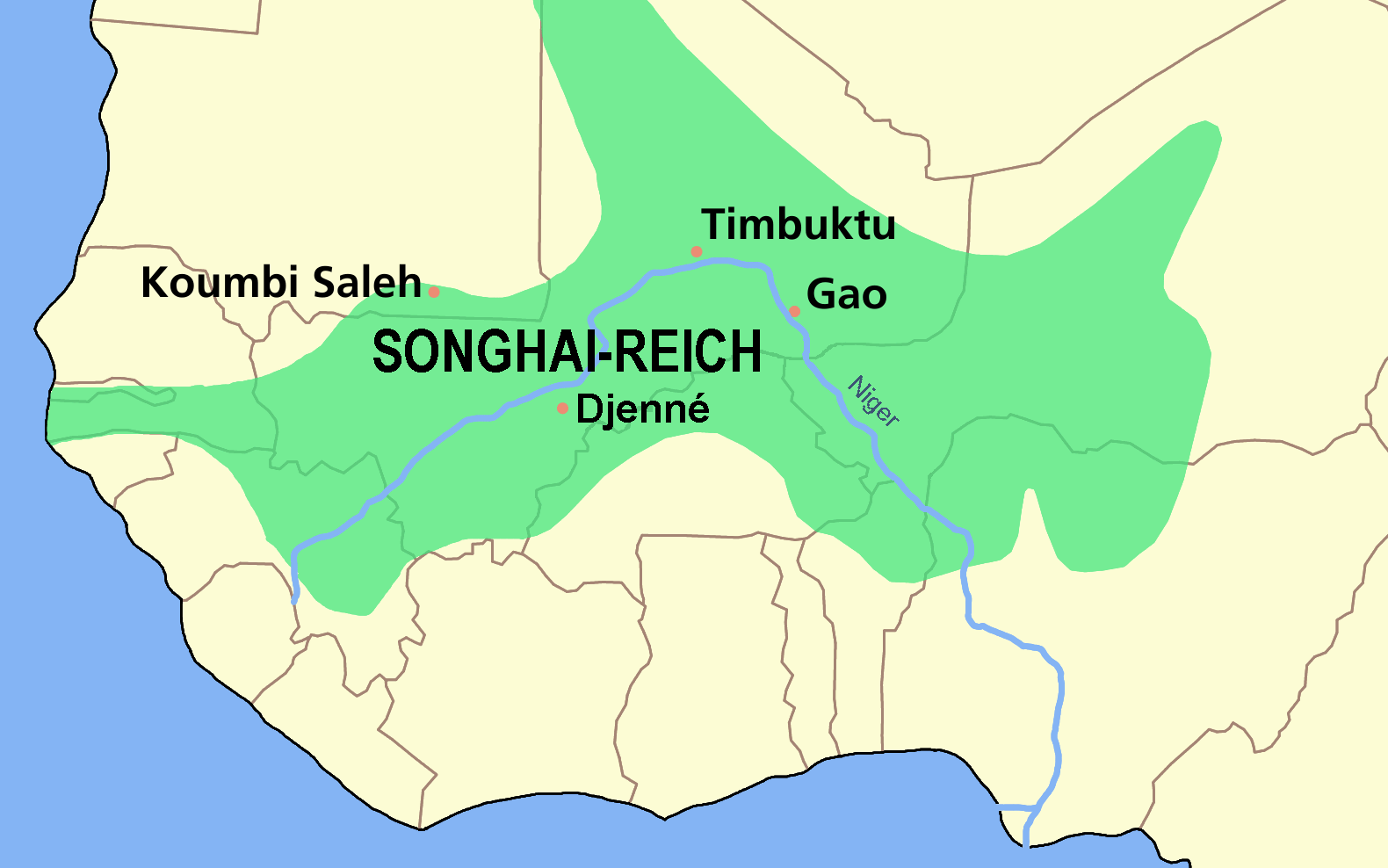
Mutmaßliche Ausdehnung des Songhai-Reiches im 15. Jahrhundert

1235 besiegte der Herrscher des Malireiches den König der Sosso in der Schlacht von Kirina, womit der nordöstliche Teil Guineas für 200 Jahre von Mali unterworfen wurde.
Nachfolger des Malireiches wurde das Reich der Songhai, das wahrscheinlich ebenfalls weite Teile Guineas umfasste. Beide Reiche hatten jedoch ihr Zentrum außerhalb Guineas.
Die Sosso wurden später von nomadisierenden, islamischen Fulbe aus Fouta Djallon vertrieben, die sich – anders als die Fulbe in anderen Teilen Westafrikas – in Fouta Djallon dauerhaft niederließen. 1735 gründeten die Fulbe hier ein Imamat, also einen islamischen Staat unter Führung eines Imam. Dieses Reich hatte eine geschriebene Verfassung und bestand bis zu seiner Zerstörung durch die Franzosen 1896.

## Kontakte mit den Europäern bis 1850
Bereits Mitte des 15. Jahrhunderts segelten erste Handels- und Entdeckungsschiffe der Portugiesen vor der Küste des späteren Guineas. Sie trieben aber bevorzugt mit den Bewohnern der weiter nördlich gelegenen Gambiamündung Handel. Erwähnt sollte hier unter anderem António Fernandes werden, der 1445–1446 viel zur Erkundung der Küste Guineas beitrug. Im 16. Jahrhundert nutzten erstmals Europäer eine Gruppe von Inseln vor Conakry, der späteren Hauptstadt Guineas, als Handelsstützpunkt. Die Portugiesen nannten sie „Ilhas dos Idolos“, also „Inseln der Idole (Götterbilder)“, woher ihr heutiger Name „Îles de Los“ stammt.
Bis Mitte des 19. Jahrhunderts gab es jedoch keine Versuche europäischer Mächte, sich dauerhaft an der guineischen Küste festzusetzen.

## Das Vordringen der Franzosen und der Widerstand Samory Tourés

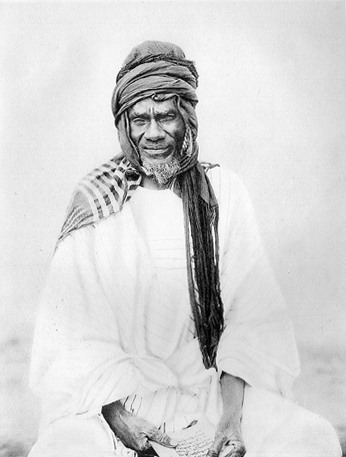
Der Almami Samory Touré

Ab ca. 1850 begannen die Franzosen das Gebiet des heutigen Guinea zu kolonialisieren. Sie versuchten den kleinen freien Streifen Küste, der sich zwischen dem nördlichen portugiesischen und dem südlichen britischen Herrschaftsgebiet befand, zu erobern und von dort aus in das Landesinnere vorzudringen. Diese frühe Kolonialisierung des Küstengebietes geschah im Namen der Antisklavereibewegung. Französische Marineoffiziere schlossen Verträge mit lokalen Herrschern, die üblicherweise den Verzicht auf den Sklavenhandel mit der Verpflichtung verbanden, Handel mit Gold, Wachs, Elfenbein und Tierfellen bevorzugt mit den Franzosen zu treiben. Seit den 1880er Jahren trafen sie dabei im Landesinneren jedoch auf heftigen Widerstand von Seiten eines islamischen Führers mit Namen Almamy Samory Touré, der später zu einem der Nationalhelden Guineas werden sollte. 1882 fügte er den Franzosen erstmals eine militärische Niederlage zu. Samory Touré hatte als Teil der islamischen Erneuerungsbewegung, die im späten 18. und frühen 19. Jahrhundert den gesamten „Sudan“ (also das Gebiet zwischen den heutigen Staaten Senegal und Sudan) ergriffen hatte, ein großes islamisches Reich errichtet. Der östliche Teil des heutigen Guinea gehörte zu diesem Reich, ebenso das südliche Mali, die nördliche Elfenbeinküste und Teile Burkina Fasos. Dieses Reich bestand von ca. 1875 bis 1893. Bis 1891 bestand ein Freundschaftsvertrag zwischen den Franzosen und Samori Touré, während die Franzosen gleichzeitig ihr Einflussgebiet mit militärischen wie vertraglichen Mitteln konsequent weiter ausdehnten. Ab 1891 herrschte offener Krieg zwischen den beständig ostwärts drängenden Franzosen und Samori Touré, 1894 musste er sein Reich ca. 600 km weiter östlich neu errichten („Zweites Reich Samori Tourés“). Damit gab es auf dem Gebiet Guineas endgültig keine Macht mehr, die sich den französischen Kolonialherren entgegenstellen konnte. 1881 hatten die Franzosen mit dem Fulbereich Fouta Djallon einen „Schutzvertrag“ abgeschlossen. 1896 eroberten die Franzosen das Reich Fouta Djallon, töteten den „Almami“, den Herrscher des Landes, und ersetzten ihn durch eine Marionettenherrscher, dem freundschaftliche Beziehungen zu Samory Touré verboten waren.

## Kolonialzeit

### Französische Kolonialzeit von 1885 bis 1939

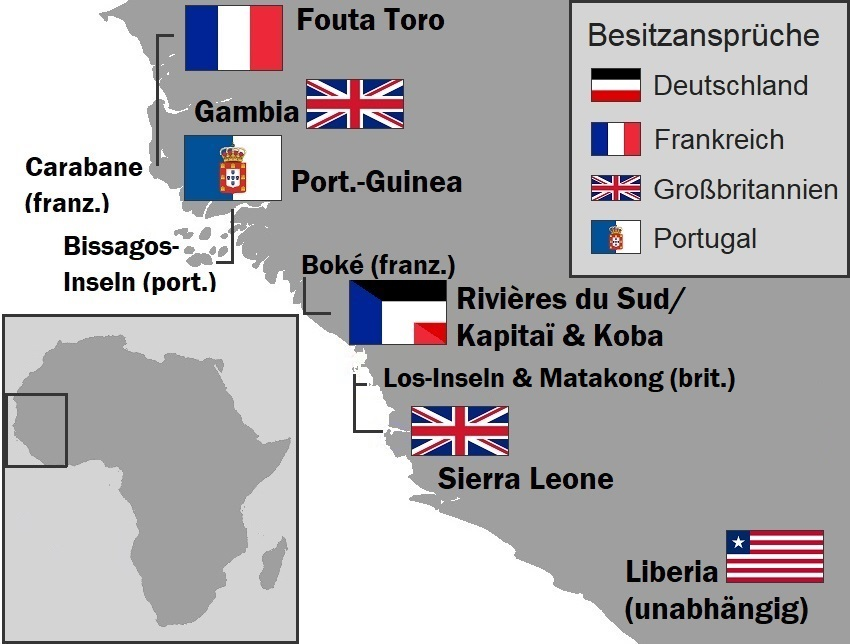
Besitzansprüche europäischer Staaten auf Küstenregionen Westafrikas, um 1885: Teile Guineas (Rivières du Sud bzw. Kapitaï und Koba) waren zwischen Frankreich und Deutschland umstritten

1885 wurde Conakry zum Sitz des ersten französischen Gouverneurs in Guinea, der bis 1893 auch für die Elfenbeinküste und Dahomey zuständig war. Deutschland gab die von Friedrich Colin geltend gemachten Ansprüche auf die nördlich von Conakry gelegenen Regionen Kapitaï und Koba am 24. Dezember 1885 zugunsten Frankreichs auf. Die beiden Kolonialmächte Frankreich und Portugal legten nach der Berliner Kongokonferenz den genauen Grenzverlauf zwischen ihrem Besitz in einem Vertrag vom 15. Mai 1886 fest. 1897 führten sie eine Kopfsteuer ein, die von da ab den größten Teil der Steuereinnahmen der Kolonie erbrachte. Die französische Kolonialherrschaft kannte kein Konzept, das der britischen „indirect rule“ vergleichbar wäre, also keine Herrschaft, die sich vorwiegend auf vorhandene traditionelle Strukturen stützte. Sie übten eine direkte Form der Herrschaft aus. Wo traditionelle Oberhäupter nützlich waren, blieben sie im Amt, wo nicht, wurden sie abgesetzt. In Fouta Djallon kam es 1900, 1905 und 1911 zu Revolten, die jeweils mit der Ernennung neuer „Almamy“ durch die Franzosen und weiterer Beschneidung ihrer Macht endeten. Statt mit den traditionellen Herrschern, gingen die Franzosen in Guinea ein Bündnis mit der einflussreichen islamischen Bruderschaft der Tijaniyya ein. Sie unterstützten diese Bruderschaft gegenüber konkurrierenden Bruderschaften und die Tijaniyya gab dafür ihren Segen zur französischen Kolonialherrschaft.

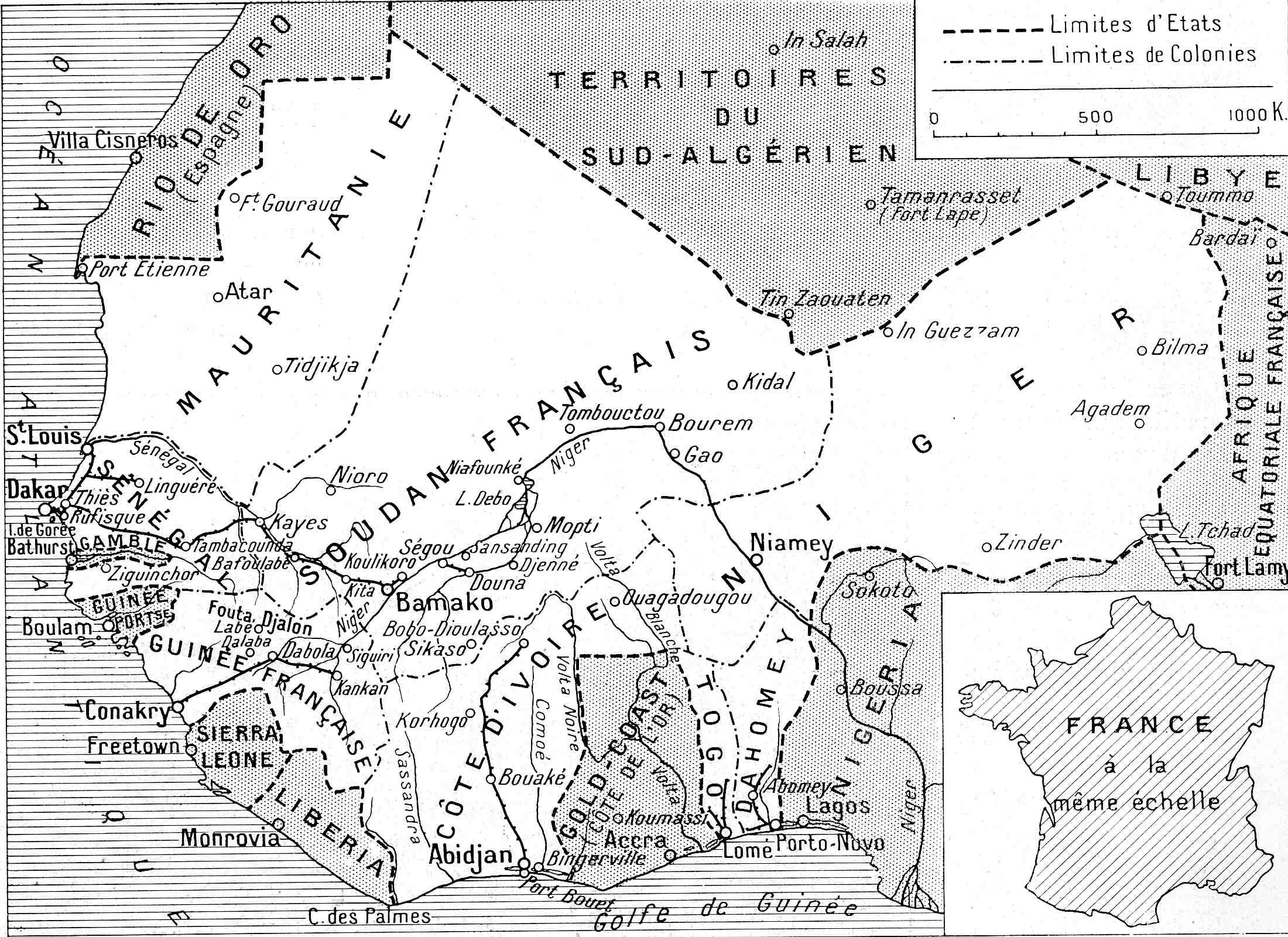
Karte Französisch-Westafrikas von 1936 mit "Guinee Francaise"

Die Franzosen gingen in Guinea wie in ihren anderen afrikanischen Kolonien davon aus, dass das Land gewissermaßen per Eroberungsrecht ihnen gehörte. 1904 erklärten sie alles „freie“, also unbebaute, ungenutzte usw. Land zum Staatseigentum, obwohl die Definition von „freiem“ Land z. B. in Gegenden mit traditionellem Wanderfeldbau überaus schwierig war. Es gelang ihnen in Guinea auch eine erwähnenswerte Zahl französischer Siedler ins Land zu bringen. Häufig wurden die Farmen dieser Siedler aber bald wieder aufgegeben.
Der meistgehasste Bestandteil französischer Kolonialherrschaft in Afrika war die Zwangsarbeit (die „prestation“). Nach französischem Kolonialrecht war jeder Mann zwischen 18 und 60 verpflichtet, seine Arbeitskraft eine bestimmte Anzahl von Tagen pro Jahr zur Verfügung zu stellen, z. B. für Projekte wie den 1900 begonnenen Bau einer Eisenbahnstrecke von Conakry in das Landesinnere. Die Bedingungen, unter denen diese Zwangsarbeit geleistet wurde, waren häufig sehr schlecht. Das Essen war oft unzureichend und die Unterbringung ärmlich. Demzufolge grassierten Krankheiten und die Sterberate war überdurchschnittlich. Einen großen Teil dieser Zwangsarbeit leisteten die 1894 offiziell befreiten Sklaven. Erst 1946 wurde die Zwangsarbeit in den Kolonien abgeschafft.
Gleichzeitig verfolgten die Franzosen in ihren Kolonien das Konzept der Assimilation, d. h., sie versuchten die (französisch) gebildete Schicht des Landes zu Bürgern Frankreichs im kulturellen Sinn zu machen. Tatsächlich gab es für schwarze Guineer die Möglichkeit weitgehender Akzeptanz und Gleichberechtigung mit weißen Franzosen, sofern sie ihrer afrikanischen Wurzeln entsagten und die französische Kultur übernahmen. Allerdings investierte Frankreich selbst im Vergleich mit seinen übrigen afrikanischen Kolonien wenig in das Schulsystem des Landes, selbst afrikanische Angestellte der Kolonialverwaltung wurden überwiegend in den anderen französischen Kolonien Westafrikas rekrutiert.
Ein erster Schritt in Richtung Vertretung der einheimischen Bevölkerung in der Kolonialverwaltung wurde 1925 unternommen, der allerdings kaum mit konkretem Einfluss verbunden war. Dem Gouverneur von Guinea wurde ein Verwaltungsrat zur Seite gestellt, für den die französischen Siedler (die „colons“) und eine kleine Gruppe Einheimischer jeweils zwei Vertreter wählen durften. In den 20er und 30er Jahren kam es wiederholt zu Streiks von Arbeitern und Angestellten, durch die etwa die Dockarbeiter, Eisenbahner, Angestellte der Post und von Handelsgesellschaften gewisse Verbesserungen ihrer sozialen Lage erreichten. Vergleichbare Fortschritte für die bäuerliche Mehrheit gab es nicht.

### Französische Kolonialzeit von 1939 bis 1958
Die Besetzung des französischen „Mutterlandes“ durch deutsche Truppen 1939 stellte einen Einschnitt für Französisch-Westafrika dar. Die französischen Kolonien mussten sich zwischen dem mit den Deutschen kollaborierenden Vichy-Regime und der Londoner Exilregierung Charles de Gaulles, also dem „Freien Frankreich“ entscheiden. Die Kolonialherren Französisch-Westafrikas – und damit Französisch-Guineas – entschieden sich im Unterschied zu Französisch-Äquatorialafrika für Vichy-Frankreich. Die Vichy-Anhänger in Guinea forcierten die Zwangsarbeit und führten im Einklang mit den rassistischen Gesetzen Nazideutschlands erstmals Elemente der Rassentrennung in Guinea ein. „Nur-für-Weiße-Schilder“ erschienen in Hotels und Cafés und afrikanische Kunden wurden in Geschäften getrennt bedient. Die Niederlage Deutschlands und damit Vichy-Frankreichs bedeutete auch eine Niederlage dieser rassistischen Linie französischer Kolonialpolitik.
In der neuen französischen Verfassung von 1946 wurden die Bewohner Französisch-Westafrikas zu „Bürgern Frankreichs“ erklärt – bis dahin lautete die Bezeichnung für die Afrikaner „Subjekte“ –, die Zwangsarbeit wurde abgeschafft, Französisch-Westafrika erhielt eine eigene „Repräsentative Versammlung“ und durfte Vertreter in die französische Nationalversammlung entsenden. Allerdings durfte nur eine kleine Minderheit der Afrikaner wählen und Französisch-Westafrika war nur mit 13 von 622 Sitzen in der Nationalversammlung vertreten. Das Frauenwahlrecht wurde Gesetz: Entsprechend der Loi Lamine Guèye von 1946 hatten alle Bürgerinnen und Bürger bei Wahlen zum französischen Parlament und auch bei lokalen Wahlen ein Wahlrecht. Das passive Wahlrecht wurde in dem Gesetz nicht ausdrücklich erwähnt, war aber auch nicht ausgeschlossen. Bei den Wahlen zum Pariser Parlament gab es in Französisch-Westafrika, wozu Guinea gehörte, kein Zweiklassenwahlrecht wie in anderen französischen Kolonien, für alle örtlichen Wahlen jedoch schon. 1956, noch unter französischer Verwaltung, wurde die loi-cadre Defferre eingeführt, die das allgemeine Wahlrecht garantierte.
Die meisten westlich gebildeten Einwohner Französisch-Westafrikas strebten trotz dieser Entwicklungen bis in die 1950er Jahre hinein eher nach Assimilation, nach Anerkennung als gleichberechtigte französische Bürger, als nach Unabhängigkeit ihrer Heimatländer. Dies galt bis zum öffentlichen Auftreten Ahmed Sékou Tourés Ende der 1950er Jahre.

### Der Weg in die Unabhängigkeit
1958 wurde Charles de Gaulle Ministerpräsident Frankreichs mit weitreichenden Notstandsbefugnissen, die er für ein Referendum über eine neue Verfassung nutzte. Die Kolonien hatten dabei die Wahl zwischen einer engeren und dauerhaften Bindung an Frankreich und der sofortigen Unabhängigkeit unter Wegfall jeglicher Unterstützung durch Frankreich.
Stärkste Partei Französisch-Westafrikas war in den 50er Jahren die RDA (Rassemblement Démocratique Africain), der auch die meisten späteren Führer des frankophonen Afrika angehörten. Führer der RDA in Guinea war Sekou Touré, ein erfolgreicher Gewerkschaftsführer und Urenkel des oben erwähnten Samory Touré. Die meisten prominenten afrikanischen Führer fürchteten im Falle sofortiger Unabhängigkeit eine Balkanisierung Westafrikas und den wirtschaftlichen Zusammenbruch durch den übergangslosen Wegfall französischer Unterstützung. Sekou Touré sprach sich als einer von Wenigen für eine sofortige Unabhängigkeit aus. Berühmt wurde sein Ausspruch, Guinea zöge „die Armut in Freiheit dem Reichtum in der Sklaverei vor“. In einer Volksabstimmung sprachen sich 1,13 Millionen Guineer gegen das Modell der engen Bindung an Frankreich aus – bei 56.000 Ja-Stimmen. Am 2. Oktober 1958 erklärte Guinea unter Führung Sekou Tourés als einzige der befragten französischen Kolonien seine Unabhängigkeit von Frankreich. Das Frauenwahlrecht wurde bei der Unabhängigkeit bestätigt.

## Die unabhängige Republik Guinea

### Die Herrschaft Sekou Tourés 1958–1984

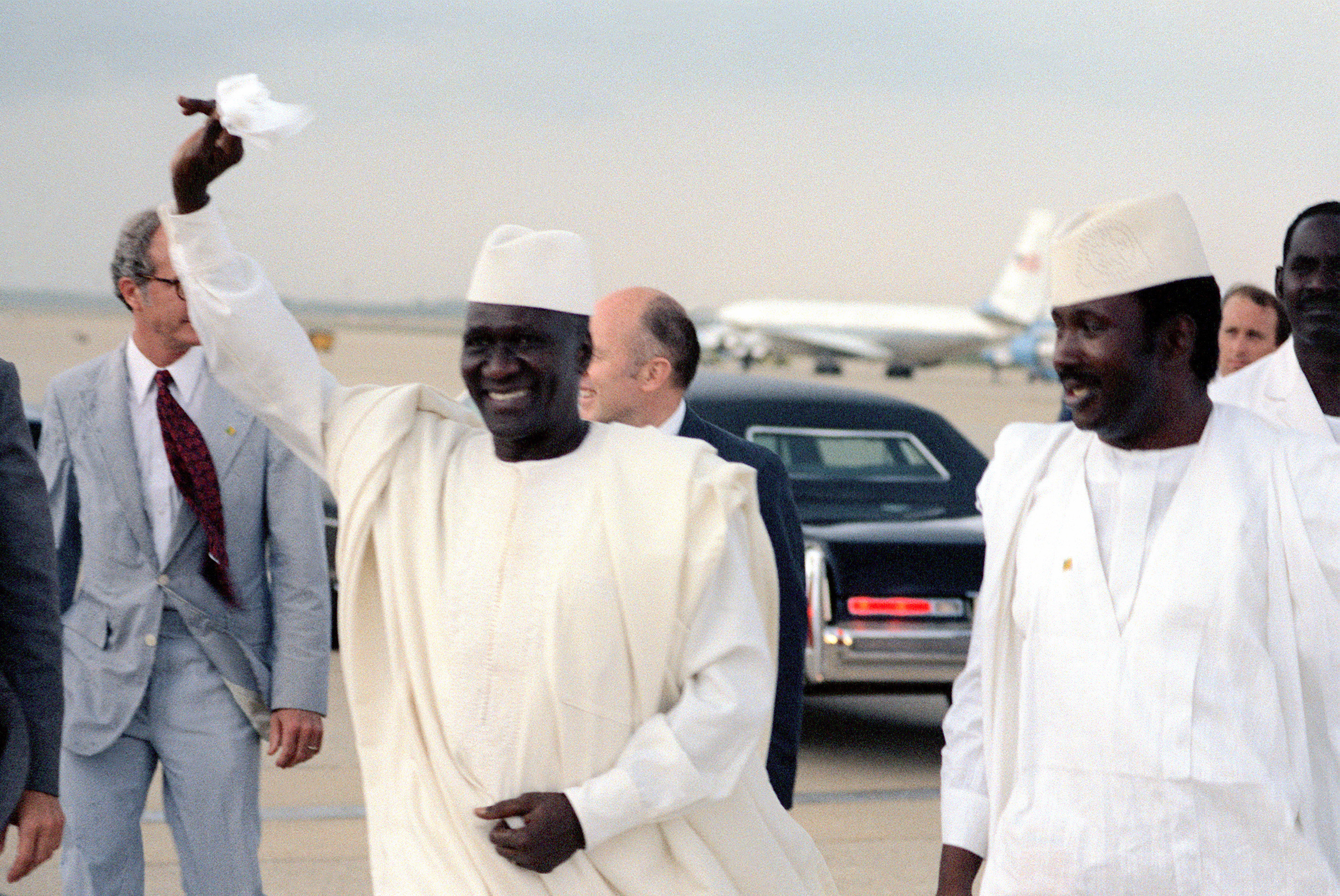
Präsident Ahmed Sékou Touré bei einem Besuch in Washington D.C., Juni 1982

Guinea musste für die Ablehnung der neuen Verfassung teuer bezahlen: Innerhalb eines Monats zog Frankreich 4000 Zivilangestellte – Ärzte, Lehrer, Richter und Techniker – aus Guinea ab. Sie hinterließen durchschnittene Telefonleitungen, Krankenhäuser ohne Medikamente und Büroeinrichtungen, die in die Lagune von Conakry geworfen worden waren. Frankreich brach jeglichen Handel mit Guinea ab. Als Guinea sich 1960 von der von Frankreich kontrollierten und den ehemaligen französischen Kolonien verwendeten Währung CFA-Franc zugunsten eigener Währungssouveränität trennte, statuierte Frankreich an dem Staat ein Exempel, um andere Staaten von dem gleichen Schritt abzuhalten. Um die guineische Wirtschaft zu destabilisieren, druckte der französische Geheimdienst Guinea-Franc-Noten und brachte sie in Umlauf. In den ersten Jahren suchte Sekou Touré Unterstützung bei der Sowjetunion, die ihm insbesondere beim Ausbau der Bauxitgewinnung und -verarbeitung half. 1961 brach er diese Beziehungen ab, da er eine Beteiligung der Sowjetunion an einer Verschwörung gegen seine Person vermutete.
Die Unabhängigkeit Guineas hatte für das frankophone Afrika eine ähnliche Bedeutung wie die Unabhängigkeit Ghanas im Jahr zuvor für das englischsprachige Afrika. Mit dem Führer Ghanas, Kwame Nkrumah, teilte Sekou Touré die sozialistischen und panafrikanischen Ideen, d. h. die Überzeugung, dass nur ein vereintes Afrika einen angemessenen Platz in der Welt erlangen könnte. 1958 bildeten beide Staaten die kurzlebige Union afrikanischer Staaten, der Mali 1961 beitrat.
Sekou Touré bekämpfte erfolgreich den Tribalismus in seinem Land und förderte konsequent afrikanische Kultur. Im Gegensatz zu vielen anderen afrikanischen Staaten waren Korruption und persönliche Bereicherung des Präsidenten kein Problem in Guinea. Sekou Touré war stark vom puritanischen Islam seines Vorfahren Samory Touré geprägt. Bald zeigten sich aber andere Schattenseiten seiner Herrschaft. Er wandelte Guinea in eine Ein-Parteien-Diktatur um, führte eine Arbeitsverpflichtung für arbeitslose junge Männer ein, die sich nur wenig von der französischen Zwangsarbeit unterschied, und ging unbarmherzig gegen seine Gegner vor. Er errichtete Lager für politische Gegner, die an den sowjetischen Gulag erinnerten. Etwa eine Million, nach anderen Schätzungen sogar zwei Millionen Menschen flüchteten unter seiner Herrschaft aus dem Land. Dadurch verlor Guinea viele gebildete Personen, die aktiv am Aufbau des Landes beteiligt waren, was sich auch noch Jahrzehnte danach ausgewirkt hat.
1970 drangen aus der benachbarten portugiesischen Kolonie Portugiesisch-Guinea im Rahmen der Operação Mar Verde bewaffnete Regimegegner nach Guinea ein, die von den Portugiesen ausgerüstet und anderweitig unterstützt worden waren. Die Portugiesen sorgten sich nicht um die Menschenrechte in Guinea, sondern wollten mit Sékou Touré einen Unterstützer der militanten Befreiungsbewegung PAIGC in ihrer Kolonie beseitigen. Erst nach mehreren Tagen schwerer Kämpfe konnte die guineische Armee die Angreifer schlagen.
Am 26. März 1984 starb Sekou Touré nach einer Herzoperation in den USA.

### Guinea unter Lansana Conté

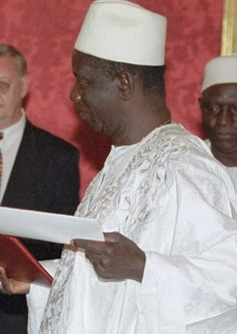
Lansana Conté

Sekou Touré wurde durch den Premierminister Louis Lansana Béavogui ersetzt, dessen Herrschaft aber nur wenige Tage dauerte. Bereits eine Woche nach Sekou Tourés Tod, am 3. April 1984 putschte sich eine Militärjunta unter Führung von Lansana Conté und Diarra Traoré unblutig an die Macht. Conté wurde zum Präsidenten erklärt, Traoré zum Premierminister. Conté verurteilte die Menschenrechtsverletzungen seines Vorgängers, ließ 250 politische Gefangene frei und bewegte ca. 200 000 Menschen zur Rückkehr nach Guinea. Er wandte sich vom Sozialismus ab, ohne allerdings Schritte in Richtung Demokratie zu unternehmen. Auch die wirtschaftliche Lage des Landes besserte sich nicht.
1992 verkündete er die Rückkehr zu einem zivilen Regime und 1993 wurde eine Präsidentenwahl abgehalten, die Conté gewann. 1995 folgten Parlamentswahlen, die die „Partei für Einheit und Fortschritt“, die Partei Contés, gewann. Im Jahr 2000 wurde Guinea in die Bürgerkriegswirren seiner Nachbarstaaten hineingezogen, als Rebellen aus Liberia und Sierra Leone seine Grenzen überschritten und es bestand die Gefahr, dass auch Guinea im Bürgerkrieg versinkt. Conté klagte Nachbarstaaten an, Guineas natürliche Ressourcen zu begehren, was die Nachbarstaaten dementierten. Conté behielt weiterhin die Zügel in der Hand: 2001 wurde der Oppositionsführer Alpha Condé wegen Gefährdung der Staatssicherheit ins Gefängnis gesteckt, wenn auch acht Monate später entlassen. Im selben Jahr organisierte und gewann Conté ein Referendum, um die Präsidentschaftsperiode zu verlängern. 2003 begann seine dritte Präsidentschaftsperiode auf der Basis von Wahlen, die von der Opposition boykottiert worden waren. Im selben Jahr beschloss Guinea gemeinsam mit seinen Nachbarstaaten einen Plan zur Bekämpfung der aus Liberia und Sierra Leone eingedrungenen Rebellen. Im Januar 2005 überlebte Conté ein Attentat während eines seiner raren öffentlichen Auftritte.

### Widerstand gegen Conté
Seine Gegner sahen bereits Anfang 2007 in ihm einen erschöpften Diktator, dessen Rücktritt unausweichlich war.
Die Opposition gegen Conté formierte sich um die in Guinea traditionell außerordentlich starken Gewerkschaften. Die zwei bedeutendsten Gewerkschaften des Landes vertreten 75 % der formell arbeitenden Beschäftigten und haben vor allem im öffentlichen Dienst einen sehr hohen Organisationsgrad. Größte Gewerkschaft ist die Konföderation der Arbeiter Guineas (CNTG) unter der Führung der Generalsekretärin Rabiatou Serah Diallo. Im Februar 2007 riefen die vier großen Gewerkschaften zu einem weitgehend befolgten Generalstreik auf, der sich innerhalb weniger Tage zu einem Volksaufstand steigerte und Conté zu einem Abkommen zwang, in dem unter anderem die Ernennung eines neutralen Premierministers und sofortige Preissenkungen für Grundnahrungsmittel festgelegt wurden. Zum neuen Premierminister wurde am 26. Februar Lansana Kouyaté ernannt.

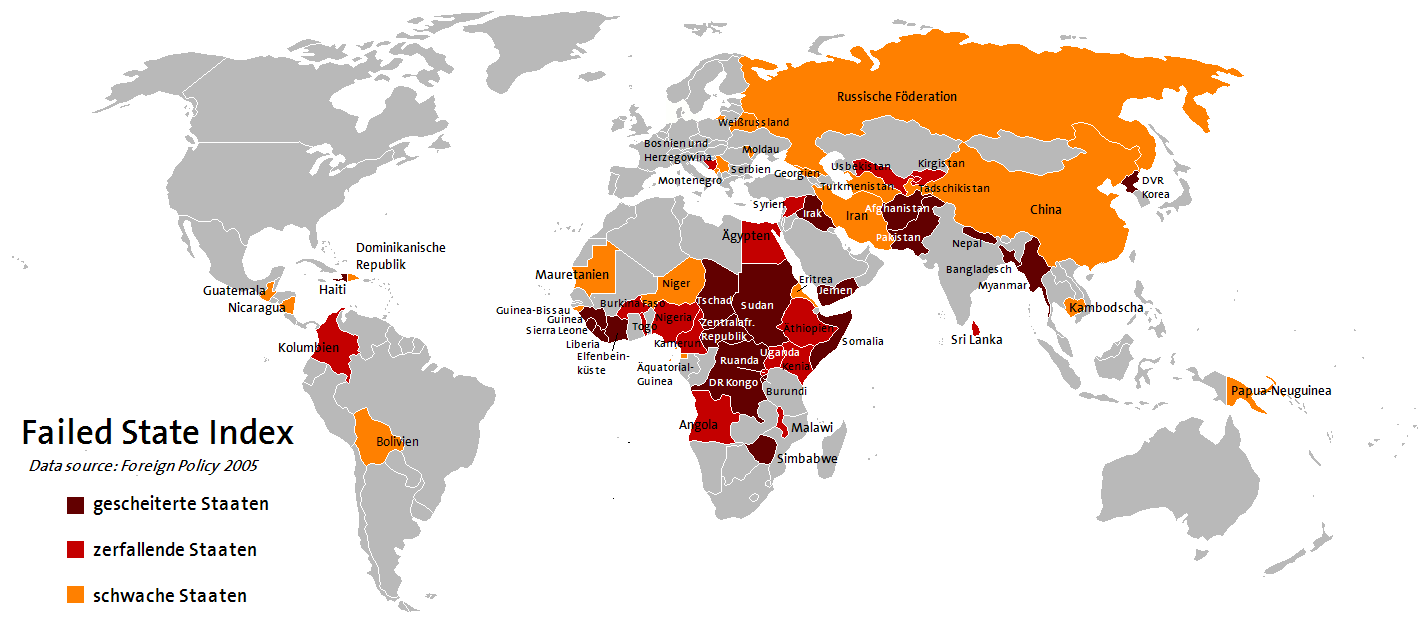
Gescheiterte Staaten nach dem "Failed States Index 2006" von Foreign Policy, darunter Guinea

Am 3. Juli 2007 zogen die vier Gewerkschaften in einem offenen Brief allerdings eine verheerende Bilanz der Entwicklungen seither. Die anfänglichen Preissenkungen waren wieder rückgängig gemacht worden, politische Nominierungen hatte Kouyaté ohne Absprache mit der außerparlamentarischen Opposition vorgenommen, ohne unbelastete Kandidaten zu berücksichtigen. Der offiziell nur ausgesetzte Generalstreik sollte zum Ende der Regenzeit fortgesetzt werden. Adama Sow kommt in einer Untersuchung über die Unruhen für das European University Center for Peace Studies aus dem Jahr 2007 zu dem Schluss, dass die Gewerkschaften zusammen mit NGOs es schaffen, politischen Druck auf die Regierung in Guinea auszuüben, um so die Regierung verhandlungsbereit zu bekommen.
Im Mai 2008 wurde Kouyaté abgesetzt. Im gleichen Monat kam es in Teilen der Armee zu Unruhen, die mit ausstehendem Sold begründet wurden. Mitte Juni 2008 kam es dann zu einem Streik der Polizei, woraufhin das Militär zeitweise den Verkehr in Conakry regelte. Es kam auch zu Verhaftungen von Polizisten durch die Armee, in Medien war dabei auch die Rede von toten Polizisten. Wenige Tage später traten auch Lehrer und Ärzte in einen Streik. Am 20. Juni 2008 stellte Präsident Conté die Liste des neuen Kabinetts vor. Premierminister wurde Ahmed Tidiane Souaré. Unter den 34 Ministern und zwei Generalsekretären befanden sich erstmals Vertreter der Opposition.

### Putsch und Absetzung Moussa Dadis Camara
Am 23. Dezember 2008 starb Lansana Conté nach langer Krankheit. Parlamentspräsident Elhadj Aboubacar Somparé hätte laut Verfassung für eine Übergangszeit von 60 Tagen bis zu Neuwahlen das Amt des Präsidenten übernehmen müssen. Aber bereits einen Tag nach dem Tod Contes erklärte im Staatsrundfunk ein Armeekommandeur namens Moussa Dadis Camara für eine Gruppe von Militärs unter dem Namen „Nationalrat für Demokratie und Entwicklung“ (CNDD) im staatlichen Rundfunk, die Regierung sowie andere Institutionen der Republik seien aufgelöst, die Aktivitäten der Gewerkschaften würden unterbunden und die Verfassung außer Kraft gesetzt. Ein „Konsultativrat“ bestehend aus Zivilisten und Armeeangehörigen werde demnächst eingesetzt. „Die Institutionen der Republik haben sich durch ihre Unfähigkeit hervorgetan, sich an der Bewältigung der Krisen zu beteiligen“, sagte er und fügte hinzu, dass in Guineas Bevölkerung „tiefe Hoffnungslosigkeit“ herrsche. Es sei nun dringend notwendig, die Wirtschaft des Landes zu sanieren und die Korruption zu bekämpfen. Guineas Verfassung sah ursprünglich vor, dass der Parlamentspräsident Aboubacar Somparé die Amtsgeschäfte als Nachfolger vom verstorbenen Präsidenten übernehmen und innerhalb von 60 Tagen Parlamentswahlen organisieren sollte.
Am 28. September 2009 verübte die guineische Armee ein Massaker mit 157 Toten an Demonstranten, die gegen Camaras autoritäre Regierung protestierten. Am 3. Dezember wurde Camara bei einem Attentat schwer verletzt und ist nach Marokko zur ärztlichen Behandlung ausgeflogen worden.
Seit Mitte Januar 2010 hält sich Camara in Ouagadougou in Burkina Faso auf.

### Amtsübernahme Jean-Marie Doré und Amtszeit Alpha Condés
Nach wochenlangem Tauziehen und Verhandlungen unter der Vermittlung der Westafrikanischen Wirtschaftsgemeinschaft ECOWAS in Burkina Faso wurde festgestellt, dass die Militärjunta CNDD nicht mehr die Regierungsgewalt in Guinea ausübt. Bei den Gesprächen über die politische Zukunft in Guinea wurde dem Präsidenten von Burkina Faso, Blaise Compaoré, als Mediator empfohlen härter aufzutreten. Am 19. Januar 2010 wurden mit Jean-Marie Doré, Sprecher des Oppositionsbündnisses Forces Vives aus Gewerkschaften und politischen Parteien als Premierminister, und Rabiatou Serah Diallo, Generalsekretärin der guineischen Gewerkschaft Confédération Nationale des Travailleurs de Guinée, als Vizepremier zwei bekannte Vertreter der Zivilgesellschaft Guineas für die höchsten Staatsämter bestimmt.
Am 27. Juni 2010 fand die erste Runde der Präsidentschaftswahlen statt, an denen sich Militärs nicht als Kandidaten beteiligen durften. Es sind die ersten freien Wahlen in Guinea seit der Unabhängigkeit im Jahr 1958. Insgesamt 24 Kandidaten bewarben sich um das Amt des Staatspräsidenten. Aufgrund von Klagen gegen die Wahlergebnisse und organisatorischer Probleme musste die Stichwahl zwischen dem ehemaligen Premierminister Cellou Dalein Diallo und dem langjährigen Oppositionsführer Alpha Condé mehrmals verschoben werden. Als die geplante Stichwahl am 24. Oktober 2010 ohne Angabe eines neuen Termins verschoben wurde kam es in mehreren Städten des Landes zu schweren Ausschreitungen mit Todesopfern zwischen Fulbe und Malinke, also den beiden Ethnien, denen die Stichwahl-Kandidaten angehören. Das immer noch regierende Militär verhängte daraufhin ein Versammlungsverbot. Aus den Stichwahlen am 7. November 2010 ging Condé als Sieger hervor.
2020 wurde in einem Referendum eine Verfassungsänderung angenommen, die die Beschränkung der Amtszeit Präsident Condés auf zehn Jahre aufhebt und zwei weitere jeweils sechsjährige Amtszeiten zulässt.
Am 5. September 2021 kam es zu einem Putsch gegen die Regierung. Oberst Mamady Doumbouya erklärte am selben Tag, dass die Regierung abgelöst sei. Ihm unterstellte Soldaten nahmen Präsident Condé in Gewahrsam.